# Paradisaea
A Paradisaea a madarak osztályának verébalakúak (Passeriformes) rendjébe és a paradicsommadár-félék (Paradiasaeidae) családjába tartozó nem.
Az összes fajánál van nemi dimorfizmus.

## Rendszerezés
A nemben az alábbi 7 faj tartozik:
- vörös paradicsommadár (Paradisaea rubra)
- kis paradicsommadár (Paradisaea minor)
- nagy paradicsommadár (Paradisaea apoda)
- Raggi-paradicsommadár (Paradisaea raggiana)
- Goldie-paradicsommadár (Paradisaea decora)
- császár paradicsommadár (Paradisaea guilielmi)
- kék paradicsommadár (Paradisaea rudolphi)